# Novomîkolaiivka, Sînelnîkove
Novomîkolaiivka (în ucraineană Новомиколаївка) este un sat în comuna Maiske din raionul Sînelnîkove, regiunea Dnipropetrovsk, Ucraina.

## Demografie
Componența lingvistică a localității Novomîkolaiivka
     Ucraineană (90,7%)
     Rusă (9,3%)
Conform recensământului din 2001, majoritatea populației localității Novomîkolaiivka era vorbitoare de ucraineană (90,7%), existând în minoritate și vorbitori de rusă (9,3%).